# Shona Shukrula
Shona Shukrula (Alkmaar, 24 mei 1991) is een Nederlandse voetbalscheidsrechter. 
Shukrula voetbalde tot haar 17e bij AFC’34 in Alkmaar, ze was er ook vrijwilliger.  Daar werd zij tevens clubscheidsrechter. In seizoen 2009/2010 ging zij wedstrijden fluiten voor de KNVB. In 2010 werd zij opgenomen in het KNVB Talententraject Amateurvoetbal. 
Vanaf 2017 is Shukrula scheidsrechter bij de FIFA. Sindsdien krijgt zij internationale aanstellingen bij Champions League duels, EK- en WK-kwalificaties. In 2019 promoveerde zij naar categorie 2 van de FIFA-lijst. 
In december 2020 maakte de UEFA bekend dat Shukrula opnieuw promoveerde, dit keer naar categorie 1. 

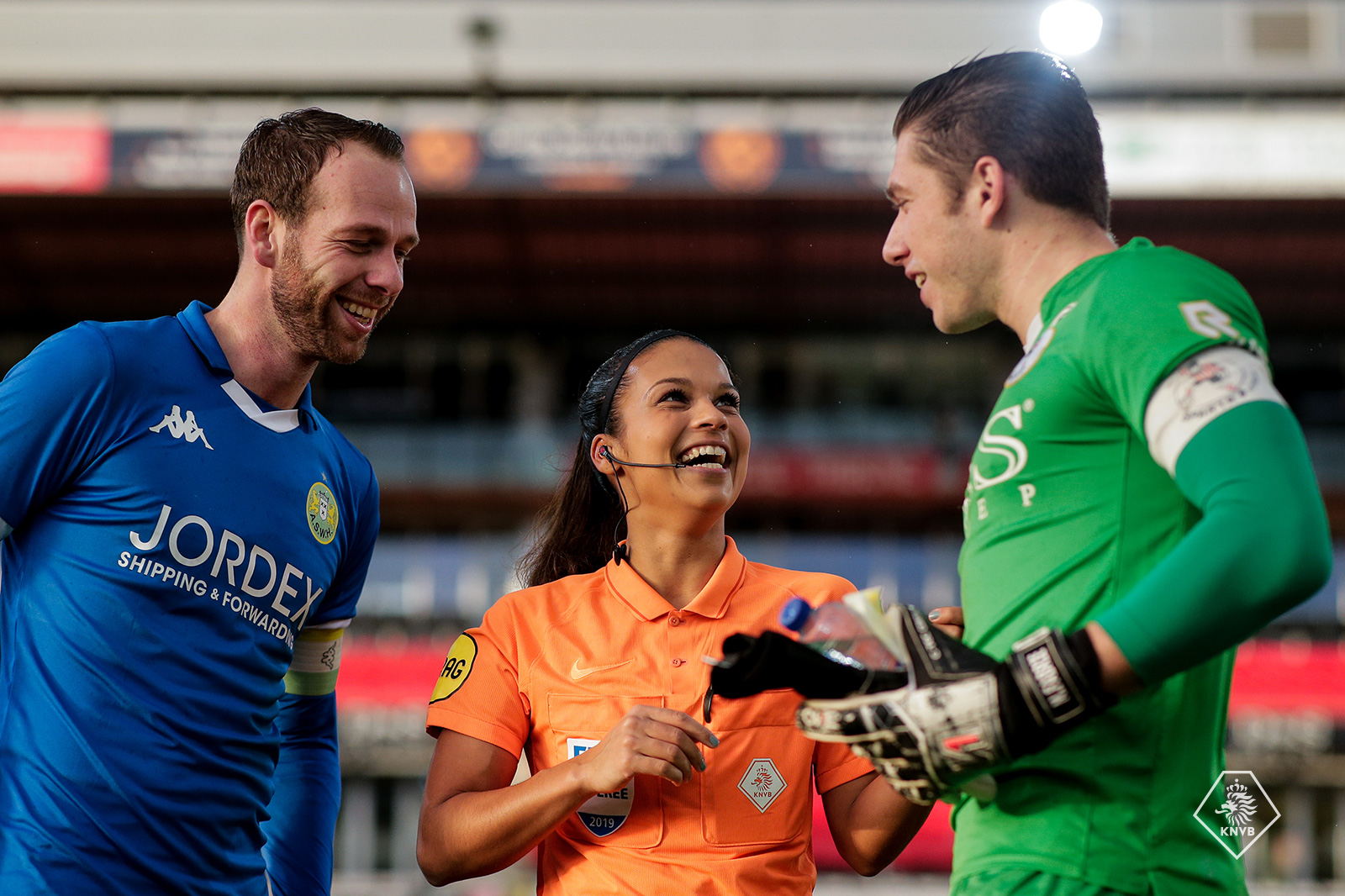
Shukrula bij debuut in de Tweede Divisie

Op 14 december 2019 leidde Shukrula als eerste vrouw in Nederland een wedstrijd op het hoogste amateurniveau van de mannen. Dit gebeurde bij de wedstrijd Jong Sparta - ASWH in de Tweede divisie.
Op 5 september 2020 debuteerde Shukrula als eerste vrouwelijke vierde official in Nederland in de Keuken Kampioen Divisie. Dit was bij de wedstrijd FC Eindhoven - Telstar in Jan Louwersstadion.
In mei 2024 promoveerde de KNVB haar tot eerste vrouwelijke arbiter in het betaald voetbal voor mannen in Nederland. Op 4 oktober 2024 maakte Shukrula haar debuut als scheidsrechter in het betaald voetbal voor mannen, dit deed ze bij de wedstrijd TOP Oss - ADO Den Haag in de Keuken Kampioen Divisie.

## Privé
Samen met haar Surinaamse vader en haar Nederlandse moeder en drie broers groeide Shukrula op in Alkmaar.Een van haar broers is strafrechtadvocaat Vito Shukrula. 
Shukrula is sinds juni 2023 getrouwd met voetballer Jeff Hardeveld.
Zij studeerde rechten aan de Vrije Universiteit Amsterdam en werkt als officier van justitie voor het Openbaar Ministerie Noord-Holland.